# 拉沙德·詹寧斯
拉沙德·安德烈·詹寧斯（Rashad Andre Jennings；1985年3月26日—）是一位美式足球跑衛。他在2009年NFL選秀於第七輪被杰克逊维尔美洲虎選上。他曾效力於奥克兰袭击者和纽约巨人队。